# Crematogaster sordidula
Espèce
Crematogaster sordidula est une espèce de fourmis, de petite taille de couleur brun jaunâtre luisant. Les nids sont établis sous les pierres dans des lieux ensoleillés plus rarement en sous-bois. Elle se nourrit presque exclusivement de liquides sucrés.
En France, elle est présente dans la région méditerranéenne.

## Biologie
Les chenilles du Sablé provençal, du Sablé pontique et du Sablé hellénique sont soignées par plusieurs espèces de fourmis, dont Crematogaster sordidula.